# Argyreus centralis
Argyreus centralis är en fjärilsart som beskrevs av Martin 1914. Argyreus centralis ingår i släktet Argyreus och familjen praktfjärilar. Inga underarter finns listade i Catalogue of Life.